# Église Sainte-Claire de Murano
Pour les articles homonymes, voir Église Sainte-Claire, Église Santa Chiara et Santa Chiara.
L'église Sainte-Claire (italien : chiesa di Santa Chiara ; vénitien : ceza de Santa Chiara), à l'origine Saint-Nicolas-l'Évêque (San Nicola Vescovo), est une ancienne église catholique de Venise, aujourd'hui  désaffectée.

## Localisation
L'église Santa Chiara était située sur l'île de Murano, à la pointe sud de l'île.

## Historique

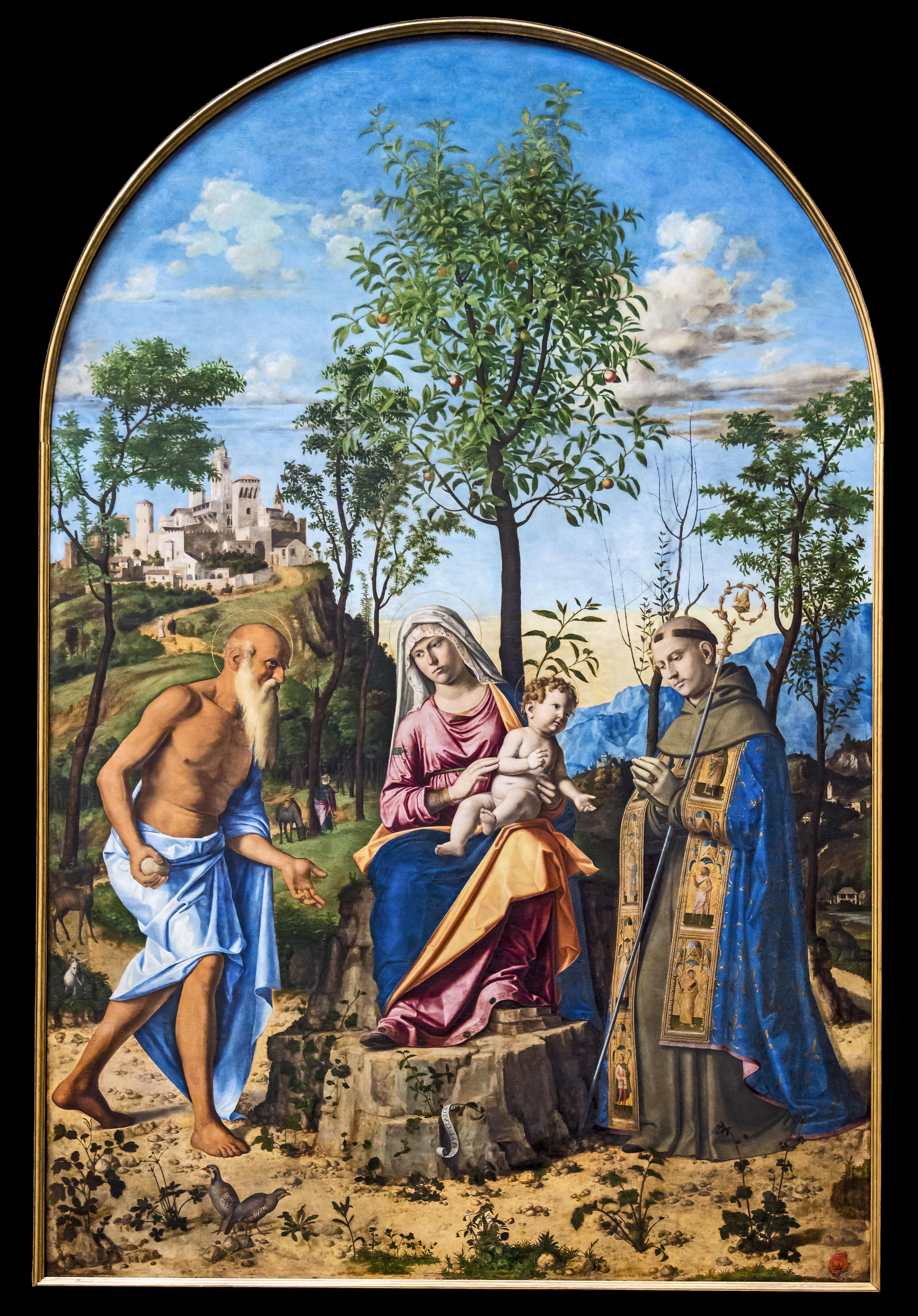
Vierge de l'Oranger, Gallerie dell'Accademia de Venise

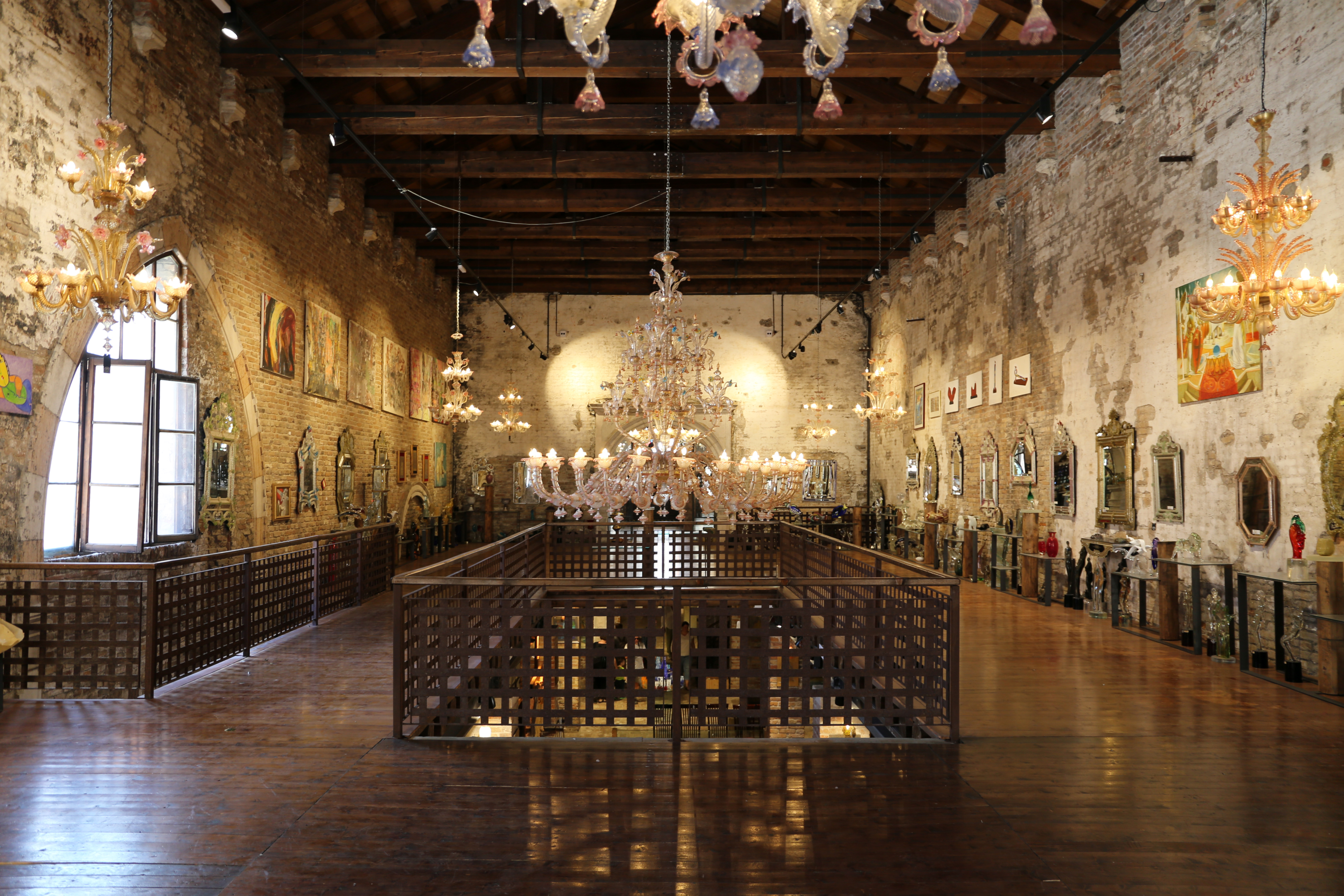
Interieur actuel de l'Eglise

Ce complexe existait depuis les temps anciens. D'abord entre les mains des Augustins, il fut appelé San Nicolò della Torre, à cause d'une tour implantée au milieu du monastère. Dans la seconde partie du XIVe siècle, il passa aux bénédictins, qui en furent expulsés pour leur conduite scandaleuse en 1439, sur ordre d'Eugene IV, et remplacés l'année suivante par des Franciscains du couvent de Santa Chiara de Trévise de l'clarisses, d'où son nouveau nom. 
Elles rénovèrent l'église, qui fut de nouveau consacrée en 1519.
Elle avait une simple nef, bien orientée, avec deux portes, un pavement en pierre fine et de nombreuses peintures. L'oeuvre la plus connue reste la Vierge de l'Oranger (Madonna dell'arancio tra i santi Ludovico da Tolosa e Girolamo) du peintre Cima da Conegliano aujourd'hui conservée aux Gallerie dell'Accademia de Venise.
La communauté fut supprimée le 12 mai 1810. L'église et le couvent ont été achetés par des particuliers en 1826 et convertis en verrerie. La façade fut cependant sauvegardée.